# フレディ・キング・シングス
| 専門評論家によるレビュー | 専門評論家によるレビュー |
| レビュー・スコア         | レビュー・スコア         |
| 出典                     | 評価                     |
| ------------------------ | ------------------------ |
| AllMusic                 | [ 1 ]                    |

フレディ・キング・シングス （英: Freddy King Sings）はブルース・シンガーでギタリストのフレディ・キングのアルバムである。1961年にリリースとなった本作はキングのファースト・アルバムであり、ビルボード誌のR&Bおよびポップ・チャートに食い込んだシングル4曲が含まれている。2008年、『フレディ・キング・シングス』は、ブルースの殿堂の「クラシック・ブルース・レコーディング」カテゴリーに追加された。

## 概要
『フレディ・キング・シングス』はキング・レコードが1960年8月から1961年7月の間にレコーディングしたキングの初期のヴォーカル入りの楽曲を収録している。収録曲は、アルバム・リリース以前にシングルでリリース済みのものに加え、このアルバムのために用意された2曲が入れられた。「You’ve Got To Love Her With A Feeling」（ポップ・チャート92位）、「Lonesome Whistle Blues」（R&Bチャート8位、ポップ88位）、「I’m Tore Down」（R&B5位）、「See See Baby」（R&B21位）の4曲が ビルボード誌のR&Bおよびポップ・チャート入りした楽曲である。

## スタイルと与えた影響
フレディ・キングのギター・プレイはテキサスとシカゴのブルース・スタイルを独特な形で融合していると評されている。著述家のジョン・ハートリー・フォックスによると「キングはテキサスのブルースマンだが、同時にバディ・ガイ、オーティス・ラッシュ、マジック・サム、ルーサー・アリソンを生んだシカゴ・ブルースの中でも腰の入ったウェストサイド・サウンドの一派でもある」。
『フレディ・キング・シングス』は「Hide Away」や「San-Ho-Zay」などのインストゥルメンタルのシングルの成功によってキングのギター・プレイが彼の歌を見劣りさせる状況の中でのリリースだった。「キング自身、このような評価は望んでいたものではなかった」とフォックスは付け加えている。2008年、本作はブルース・ファウンデーションの殿堂入りを果たした。ファウンデーションに寄せた文の中で、ブルース研究家のジム・オニールは「『フレディ・キング・シングス』は、彼が最も表現力豊かなブルースのヴォーカリストのひとりであることを示している」としている。
音楽ライターのキース・シャドウィックの弁によると、フレディ・キングは若きギタリストたちの基礎を築く影響力を持っていた。エリック・クラプトンが初めてキングを聴いたのは「Hide Away」のB面に収録された「I Love The Woman」を1963年に聴いたときだったが、彼は啓示的なものを感じたという。 
彼は『フレディ・キング・シングス』収録曲のうち3曲（「I’m Tore Down」、「You've Got To Love Her With A Feeling」、「Have You Ever Loved A Woman」）をレコーディングしている。特に「Have You Ever Loved A Woman」については繰り返し演奏している。「See See Baby」、「Lonesome Whistle Blues」、「I Love The Woman」についても様々なアーティストがレコーディングをしている。チキン・シャックは1968年のデビュー作『40 Blue Fingers, Freshly Packed and Ready to Serve』で「See See Baby」と「Lonesome Whistle Blues」を取り上げている。

## 収録曲
| #  | タイトル                                                 | 作詞・作曲                          | 時間 |
| -- | -------------------------------------------------------- | ----------------------------------- | ---- |
| 1. | 「See See Baby」                                         | Freddie King, Sonny Thompson        | 2:14 |
| 2. | 「Lonesome Whistle Blues」                               | Alan Moore, Elson Teat, Rudy Toombs | 2:45 |
| 3. | 「Takin' Care of Business」                              | Toombs                              | 2:40 |
| 4. | 「Have You Ever Loved a Woman」                          | Billy Myles                         | 2:59 |
| 5. | 「You Know That You Love Me (But You Never Tell Me So)」 | King, Thompson                      | 2:16 |
| 6. | 「I'm Tore Down」                                        | Thompson                            | 2:33 |

| #  | タイトル                                            | 作詞・作曲                            | 時間 |
| -- | --------------------------------------------------- | ------------------------------------- | ---- |
| 1. | 「I Love The Woman」                                | Myles, Nathaniel Nathan               | 2:46 |
| 2. | 「Let Me Be (Stay Away From Me)」                   | Thompson                              | 2:25 |
| 3. | 「It's Too Bad (Things Are Going so Tough)」        | King                                  | 3:03 |
| 4. | 「You've Got to Love Her With A Feeling」           | King                                  | 3:12 |
| 5. | 「If You Believe (In What You Do)」                 | Billy Lamont, Bonnie Thompson, Toombs | 2:56 |
| 6. | 「You Mean Mean Woman (How Can Your Love Be True)」 | Thompson, Bill Willis                 | 2:40 |

## 参加ミュージシャン
- フレディ・キング Freddie King - lead guitar, vocals
- フレッド・ジョーダン Fred Jordan – リズムギター
- サニー・トンプソン Sonny Thompson – ピアノ
- ビル・ウィリス Bill Willis – ベース
- フィリップ・ポール Phillip Paul – ドラムス
- ジーン・レッド Gene Redd – サクソフォーン
- クリフォード・スコット Clifford Scott – サクソフォーン